# Chaetodon collare
Chaetodon collare es una especie de pez mariposa marino del género Chaetodon.
Su nombre más común es pez mariposa de cola roja. En general es una especie común y con poblaciones estables.

## Morfología
Posee la morfología típica de su familia, cuerpo ovalado y comprimido lateralmente. Es de color gris oscuro, con los centros de las escamas más claras. Presenta una raya blanca vertical destacada detrás de los ojos, una raya negra sobre los ojos, y además una franja blanca más pequeña delante de los ojos. La base de la cola es de color rojo brillante, seguido por una raya negra. La punta de la cola es azul clara a blancuzca. La parte posterior de la aleta dorsal está bordeada en marrón rojizo oscuro, y la parte posterior de la aleta anal lo está en anaranjado.

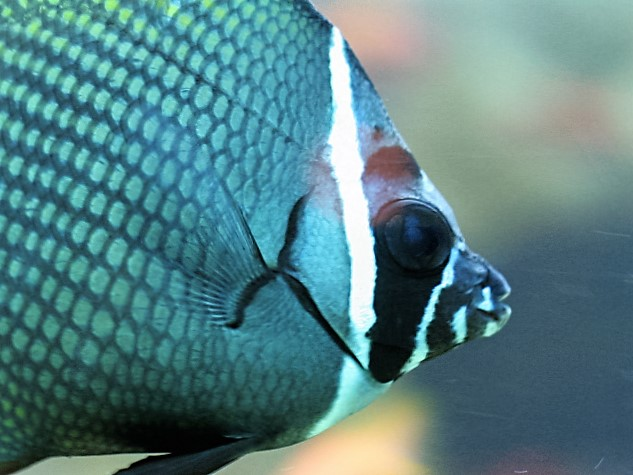
Detalle de cabeza
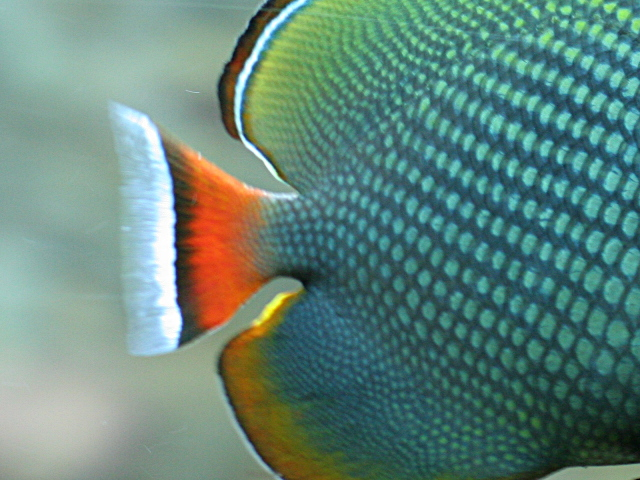
Detalle de cola

Tiene 12 espinas dorsales, entre 25 y 28 radios blandos dorsales, 3 espinas anales, y entre 20 y 22 radios blandos anales.
Alcanza hasta 18 cm de longitud.

## Alimentación
Es omnívoro y se alimenta, tanto de los pólipos de corales, como de pequeños invertebrados marinos, como gusanos poliquetos o copépodos.

## Reproducción
Son dioicos, o de sexos separados, ovíparos, y de fertilización externa. El desove sucede antes del anochecer. Forman parejas monógamas durante el ciclo reproductivo, pero no protegen sus huevos y crías después del desove.

## Hábitat y comportamiento
Es un pez costero y asociado a arrecifes, habita tanto en laderas superiores, como en los extremos del arrecife. En áreas ricas en corales y relativamente superficiales. Los juveniles frecuentan estuarios. Normalmente se les ve en parejas o en grandes "escuelas" que recorren distancias para alimentarse. 
Su rango de profundidad está entre 1 y 20 metros.

## Distribución geográfica
Ampliamente distribuido y común en los océanos Índico y Pacífico. Es especie nativa de aguas de Bangladés; Birmania; Emiratos Árabes Unidos; Filipinas; India (I. Andamán y Nicobar); Indonesia; Irán; Malasia; Maldivas; Omán; Pakistán; Somalia; Sri Lanka; Tailandia; Taiwán y Yemen.

## Galería

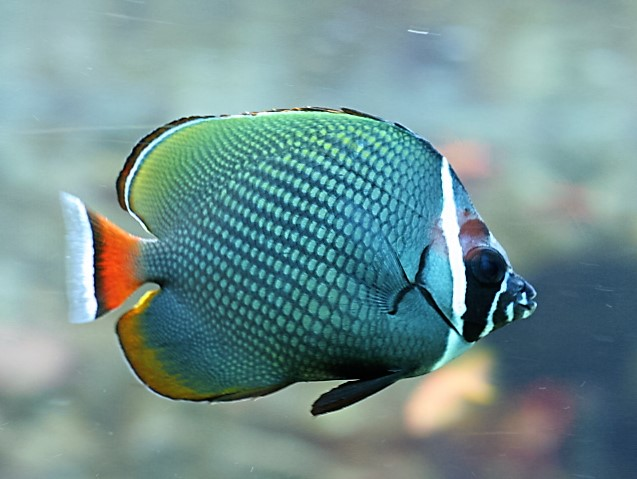
Ejemplar en el Zoo Aquarium de Madrid, España
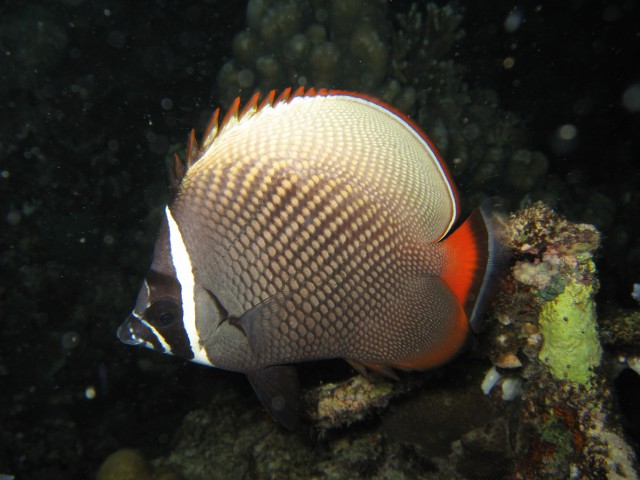
En Tailandia
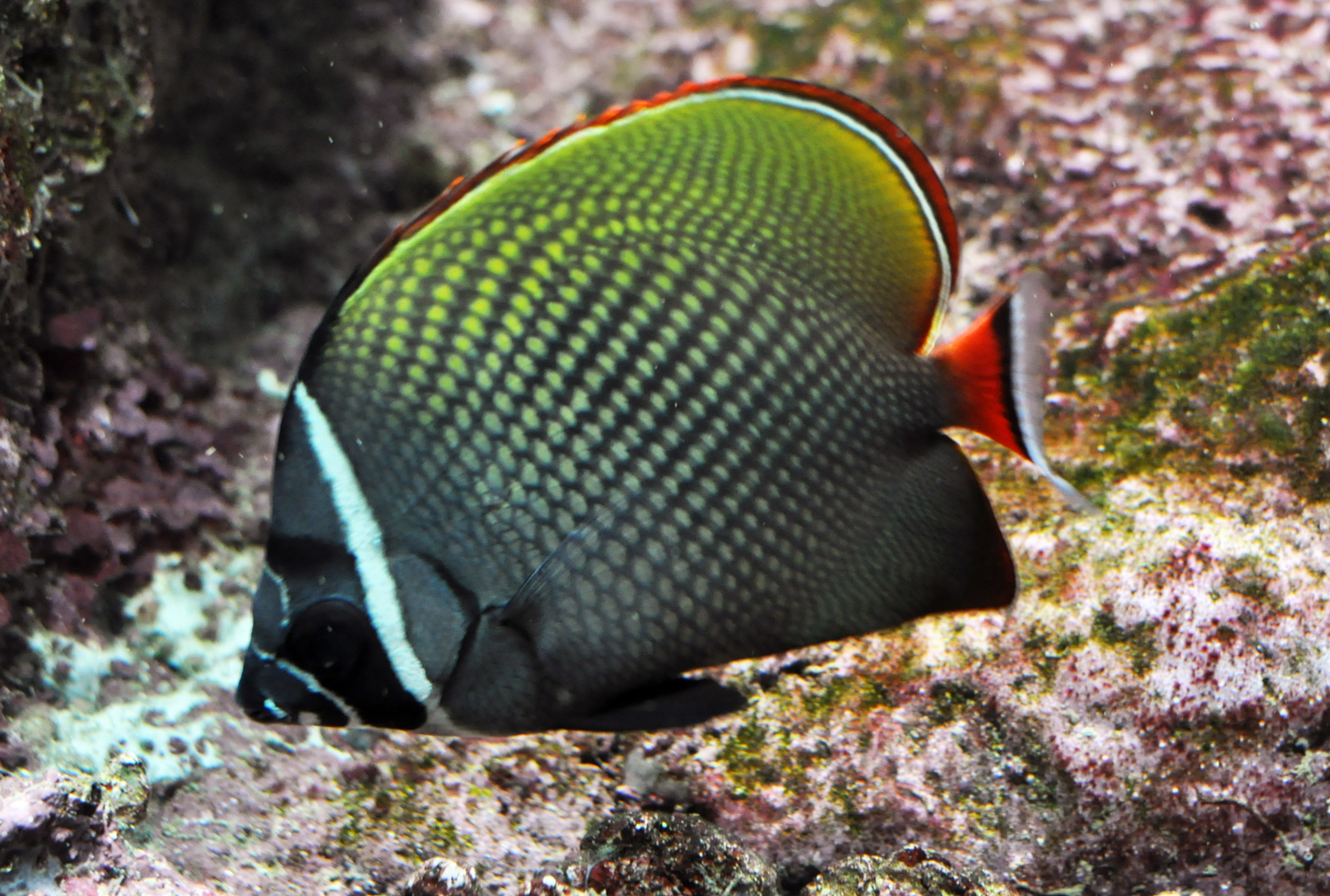
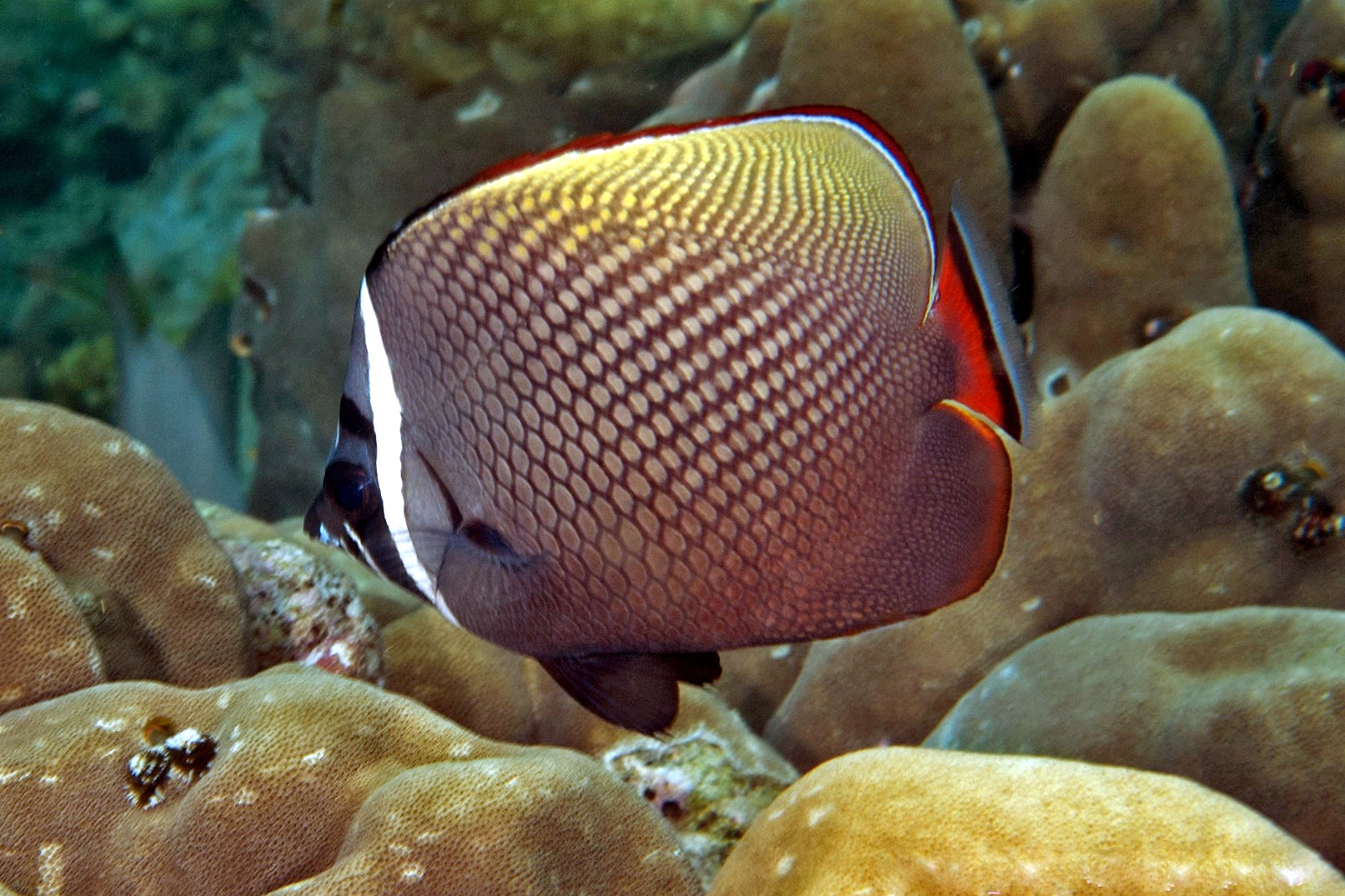
Entre coral Porites sp en Banda Aceh, Indonesia
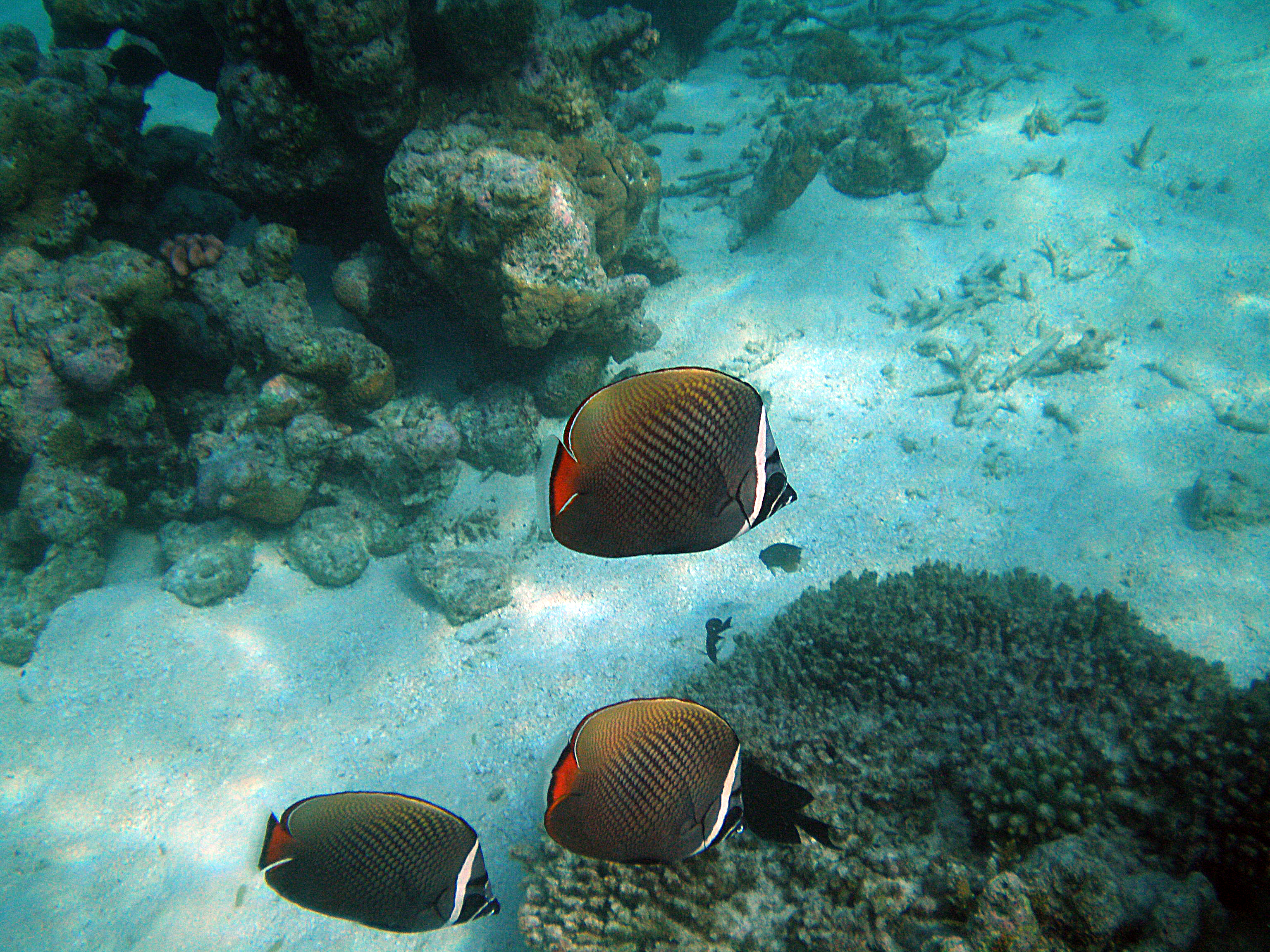
Trío en Maldivas
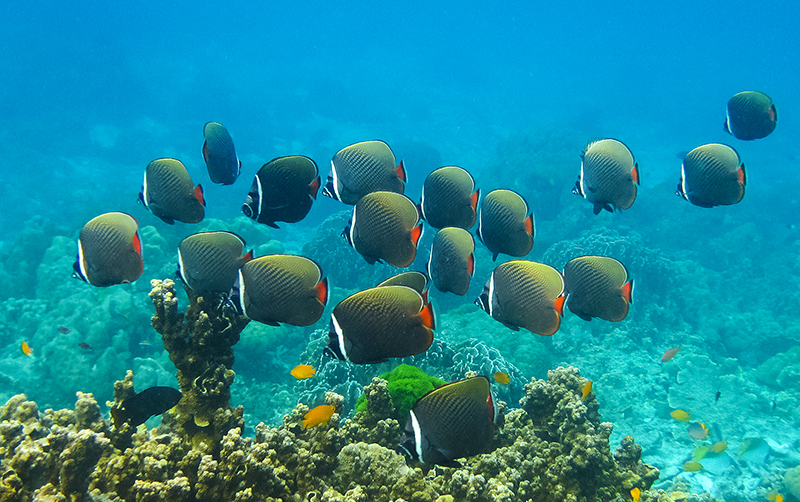
Escuela en Phuket, Indonesia
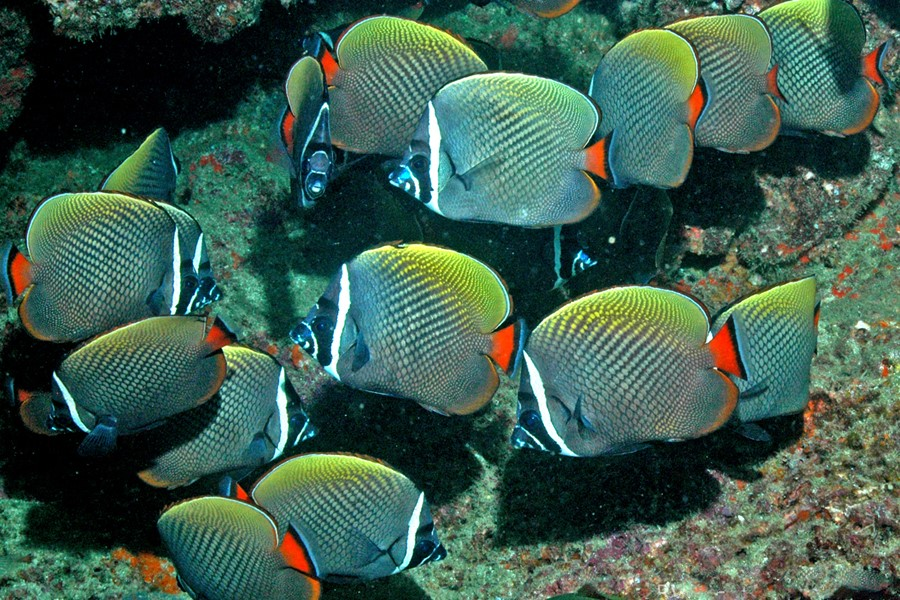
Escuela en Banda Aceh
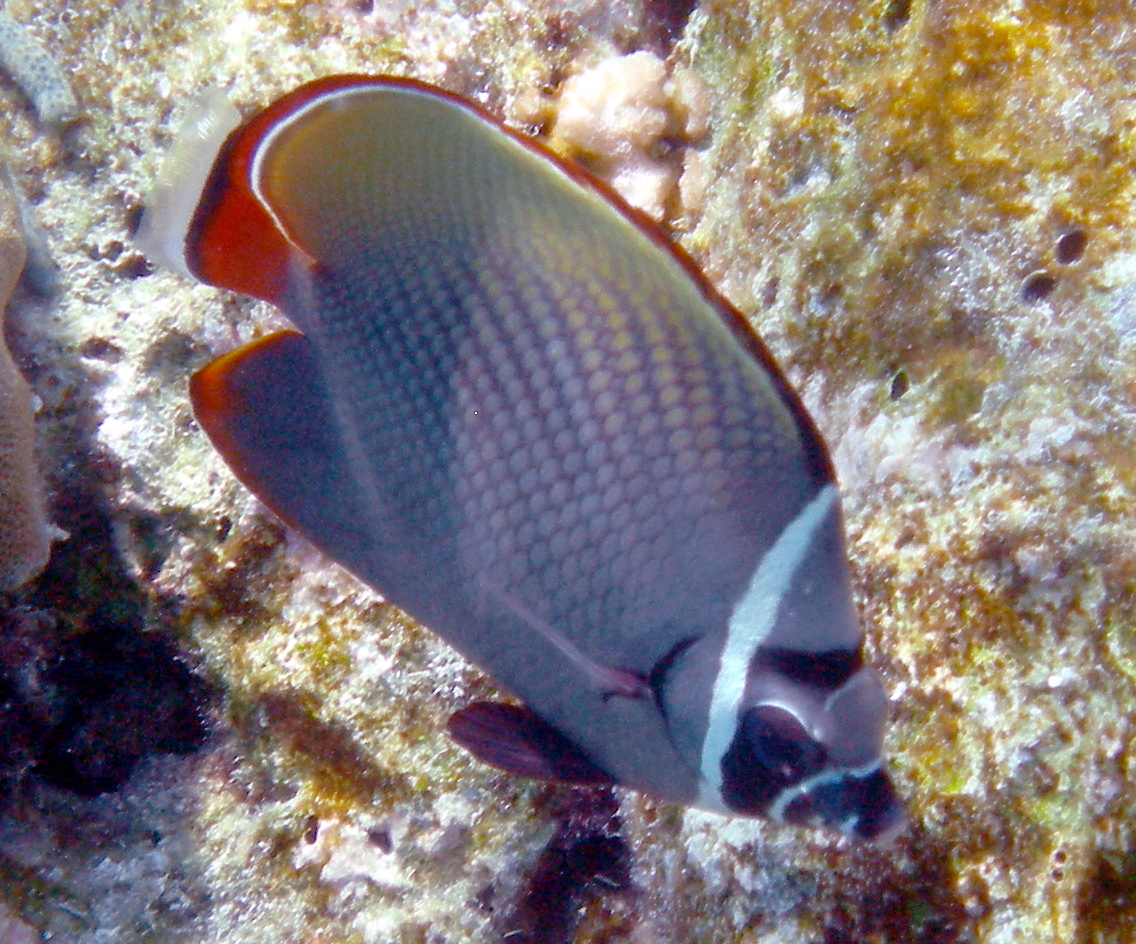
En Naifaru, Lhaviyani, Maldivas